# Сіроїсі (район)

43°03′ пн. ш. 141°21′ сх. д. / 43.050° пн. ш. 141.350° сх. д.
Райо́н Сірої́сі (яп. 白石区, しろいしく, МФА: [ɕiɾo.iɕi̥ ku], «Білокам'яний район») — район міста Саппоро префектури Хоккайдо в Японії. Станом на 1 жовтня 2008 року площа району становила 34,58 км². Станом на 31 березня 2017 населення району становило 211 488 осіб.